# Tjeldsund
Tjeldsund, de son nom norvégien, ou Dielddanuorri, en same du Nord est une kommune de Norvège. Elle est située dans le comté de Troms.

## Localités
- Dragland (68° 31′ 00″ N, 16° 12′ 00″ E)
- Evenskjer (68° 35′ 00″ N, 16° 35′ 00″ E)
- Fiskefjorden
- Fjelldal (68° 33′ 00″ N, 16° 33′ 00″ E)
- Hol (68° 32′ 00″ N, 16° 24′ 00″ E)
- Hov (68° 33′ 00″ N, 16° 23′ 00″ E)
- Kjerstad (68° 27′ 00″ N, 16° 08′ 00″ E)
- Kongsvik (68° 34′ 00″ N, 16° 15′ 00″ E)
- Myklebostad
- Oldervika
- Ramsund (68° 29′ 00″ N, 16° 32′ 00″ E)
- Tjeldnes